# 石川千尋
石川 千尋（いしかわ ちひろ、男性、1945年 - ）は、日本の教育学者。都立高校3校の校長を歴任した後、拓殖大学教授となる。専門は、商業科教育。元都立第四商業高校教師。

## 経歴
- 1969年（昭和44年）　東京学芸大学教育学部卒業
- 1997年（平成 9年）　東京都立足立新田高等学校校長
- 1998年（平成10年）　東京都立赤羽商業高等学校校長
- 2002年（平成14年）　東京都立芝商業高等学校校長
- 2003年（平成15年）　(財)全国商業高等学校長協会理事長
- 2005年（平成16年）　拓殖大学商学部特任教授
- 2006年（平成17年）　拓殖大学商学部教授

## 受賞歴
- 2004年（平成16年）　産業教育功労賞（文部科学省）
- 2005年（平成17年）　東京都教育委員会職員表彰（東京都教育委員会）

| スタブアイコン | サブスタブ | この項目は、まだ閲覧者の調べものの参照としては役立たない、人物に関連した書きかけの項目です。この項目を加筆・訂正などしてくださる協力者を求めています（P:人物伝/PJ:人物伝）。 |